# Port-Vendres

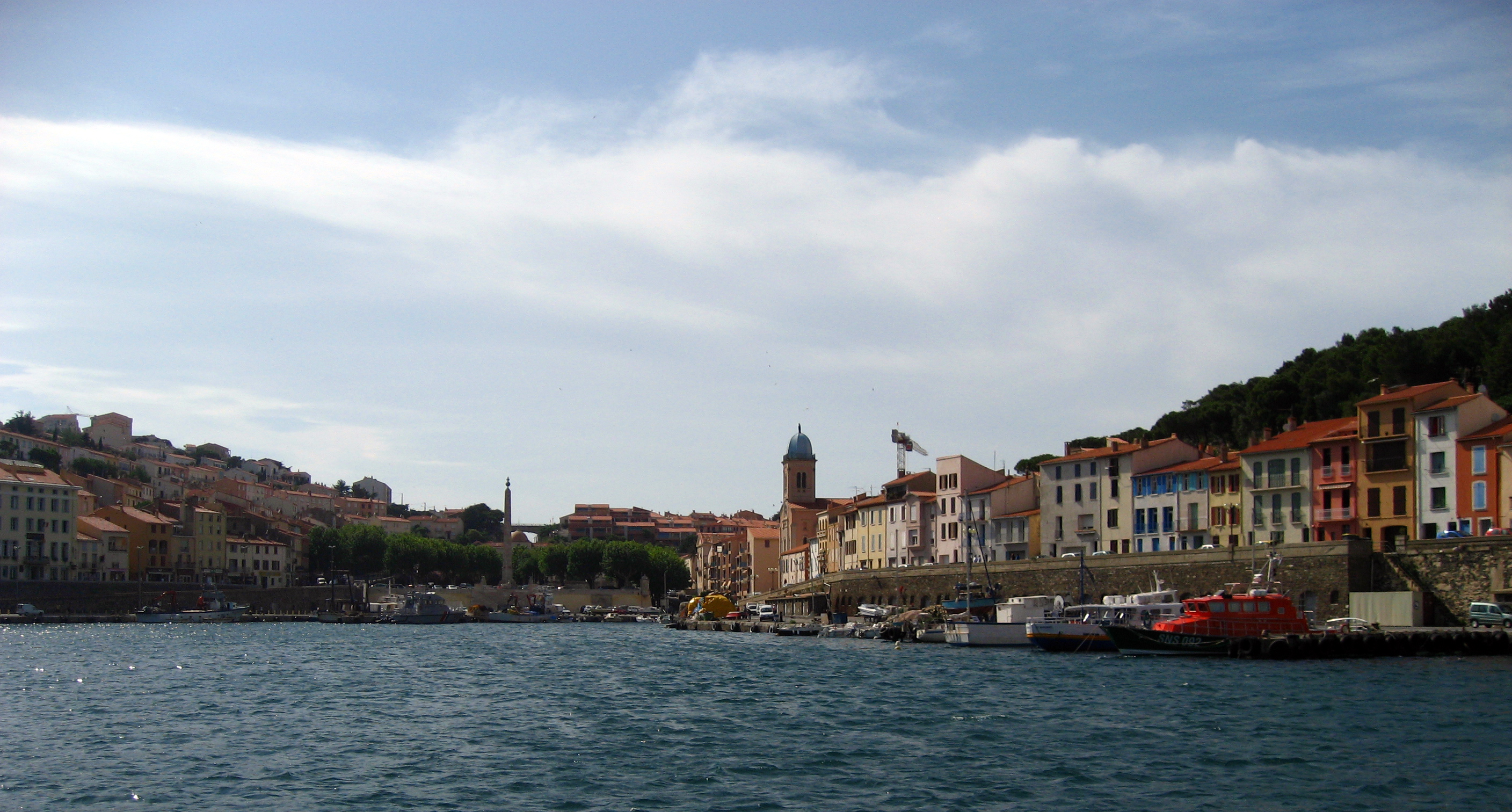
Port-Vendres

Port-Vendres (în catalană Portvendres) este o comună în departamentul Pyrénées-Orientales din sudul Franței. În 2009 avea o populație de 4.279 de locuitori.

## Evoluția populației
| An        | 1975  | 1982  | 1990  | 1999  | 2006  | 2009  |
| --------- | ----- | ----- | ----- | ----- | ----- | ----- |
| Populație | 5.613 | 5.246 | 5.370 | 5.881 | 4.478 | 4.279 |